# Музака, Герги
Герги Музака (алб. Gjergji Muzaka; 26 сентября 1984 года, Тирана) — албанский футболист, игравший на позиции полузащитника.

## Карьера в сборной
19 ноября 2008 года Герги Музака дебютировал за сборную Албания в гостевой товарищеской игре против сборной Азербайджана, заменив на 3-й добавленной к основному времени минуте защитника Анси Аголи. 3 сентября 2010 года Музака забил свой первый гол за сборную, сравняв счёт в самой концовке гостевого поединка против Румынии, проходившего в рамках отборочного турнира Чемпионата Европы 2012 года.

## Статистика выступлений

### В сборной
| Матчи и голы Герги Музаки за сборную Албании | Матчи и голы Герги Музаки за сборную Албании | Матчи и голы Герги Музаки за сборную Албании | Матчи и голы Герги Музаки за сборную Албании | Матчи и голы Герги Музаки за сборную Албании | Матчи и голы Герги Музаки за сборную Албании | Матчи и голы Герги Музаки за сборную Албании |
| №                                            | Дата                                         | Место проведения                             | Соперник                                     | Счёт                                         | Голы                                         | Соревнование                                 |
| -------------------------------------------- | -------------------------------------------- | -------------------------------------------- | -------------------------------------------- | -------------------------------------------- | -------------------------------------------- | -------------------------------------------- |
| 1                                            | 19 ноября 2008                               | Республиканский стадион, Баку                | Азербайджан                                  | 1:1                                          | —                                            | Товарищеский матч                            |
| 2                                            | 10 июня 2009                                 | Кемаль Стафа, Тирана                         | Грузия                                       | 1:1                                          | —                                            | Товарищеский матч                            |
| 3                                            | 14 ноября 2009                               | А. Ле Кок Арена, Таллин                      | Эстония                                      | 0:0                                          | —                                            | Товарищеский матч                            |
| 4                                            | 25 мая 2010                                  | Под Горицом, Подгорица                       | Черногория                                   | 1:0                                          | —                                            | Товарищеский матч                            |
| 5                                            | 2 июня 2010                                  | Кемаль Стафа, Тирана                         | Андорра                                      | 1:0                                          | —                                            | Товарищеский матч                            |
| 6                                            | 11 августа 2010                              | Стадион Нико Дована, Дуррес                  | Узбекистан                                   | 1:0                                          | —                                            | Товарищеский матч                            |
| 7                                            | 3 сентября 2010                              | Чахлэул, Пьятра-Нямц                         | Румыния                                      | 1:1                                          | 1                                            | Квалификация ЧЕ 2012                         |
| 8                                            | 7 сентября 2010                              | Кемаль Стафа, Тирана                         | Люксембург                                   | 1:0                                          | —                                            | Квалификация ЧЕ 2012                         |
| 9                                            | 8 октября 2010                               | Кемаль Стафа, Тирана                         | Босния и Герцеговина                         | 1:1                                          | —                                            | Квалификация ЧЕ 2012                         |
| 10                                           | 12 октября 2010                              | Динамо, Минск                                | Беларусь                                     | 0:2                                          | —                                            | Квалификация ЧЕ 2012                         |
| 11                                           | 17 ноября 2010                               | Скендербеу, Корча                            | Македония                                    | 0:0                                          | —                                            | Товарищеский матч                            |
| 12                                           | 9 февраля 2011                               | Кемаль Стафа, Тирана                         | Словения                                     | 1:2                                          | —                                            | Товарищеский матч                            |
| 13                                           | 26 марта 2011                                | Кемаль Стафа, Тирана                         | Беларусь                                     | 1:0                                          | —                                            | Квалификация ЧЕ 2012                         |
| 14                                           | 7 июня 2011                                  | Билино Поле, Зеница                          | Босния и Герцеговина                         | 0:2                                          | —                                            | Квалификация ЧЕ 2012                         |
| 15                                           | 20 июня 2011                                 | Монументаль, Буэнос-Айрес                    | Аргентина                                    | 0:4                                          | —                                            | Товарищеский матч                            |
| 16                                           | 10 августа 2011                              | Лоро Боричи, Шкодер                          | Черногория                                   | 3:2                                          | —                                            | Товарищеский матч                            |
| 17                                           | 6 сентября 2011                              | Жози Бартель, Люксембург                     | Люксембург                                   | 1:2                                          | —                                            | Квалификация ЧЕ 2012                         |
| 18                                           | 7 октября 2011                               | Стад де Франс, Сен-Дени                      | Франция                                      | 0:3                                          | —                                            | Квалификация ЧЕ 2012                         |
| 19                                           | 11 октября 2011                              | Кемаль Стафа, Тирана                         | Румыния                                      | 1:1                                          | —                                            | Квалификация ЧЕ 2012                         |
| 20                                           | 11 ноября 2011                               | Кемаль Стафа, Тирана                         | Азербайджан                                  | 0:1                                          | —                                            | Товарищеский матч                            |
| 21                                           | 15 ноября 2011                               | Городской стадион Гоце Делчева, Делчево      | Македония                                    | 0:0                                          | —                                            | Товарищеский матч                            |
| 22                                           | 29 февраля 2012                              | Стадион им.Михаила Месхи, Тбилиси            | Грузия                                       | 1:2                                          | —                                            | Товарищеский матч                            |
| 23                                           | 6 февраля 2013                               | Кемаль Стафа, Тирана                         | Грузия                                       | 1:2                                          | —                                            | Товарищеский матч                            |

Итого: 23 матча / 1 гол; eu-football.info.

## Достижения

### Клубные
«Партизани»
- Обладатель Кубка Албании (1): 2003/04

 «Тирана»
- Чемпион Албании (1): 2008/09
- Обладатель Суперкубка Албании (1): 2009

 «Скендербеу»
- Чемпион Албании (3): 2010/11, 2011/12, 2013/14
- Обладатель Суперкубка Албании (1): 2013